# Peter Sundström
Pour les articles homonymes, voir Sundström.
Peter Sundström (né le 14 décembre 1961 à Skellefteå en Suède) est un joueur professionnel suédois de hockey sur glace devenu entraîneur. Il évolue au poste d'attaquant. Il est le frère jumeau de Patrik Sundström et l'oncle d'Alexander Sundström.

## Biographie

### Carrière en club
Il est issu d'une famille de hockeyeurs puisque son père Elon et ses oncles Kjell et Tage ont évolué dans l'élite nationale. Formé à l'IF Björklöven, il découvre l'Elitserien en 1979. Il est choisi au troisième tour en quatre-vingt-unième position par les Rangers de New York lors du repêchage d'entrée dans la LNH 1981. Il part en Amérique du Nord en 1983. Il joue dans la Ligue nationale de hockey avec les Rangers, les Capitals de Washington et les Devils du New Jersey. Il met un terme à sa carrière de joueur en 1995 après cinq saisons avec les Malmö Redhawks. Il remporte le Trophée Le Mat en 1987 avec Björklöven, puis en 1992 et 1994 avec Malmö.

### Carrière internationale
Il représente la Suède au niveau international. Il prend part aux sélections jeunes.

## Statistiques

### En club
| Saison     | Équipe                  | Ligue      |     | Saison régulière | Saison régulière | Saison régulière | Saison régulière | Saison régulière |   | Séries éliminatoires | Séries éliminatoires | Séries éliminatoires | Séries éliminatoires | Séries éliminatoires |
| Saison     | Équipe                  | Ligue      | PJ  | B                | A                | Pts              | Pun              | PJ               | B | A                    | Pts                  | Pun                  |                      |                      |
| 1978-1979  | IF Björklöven           | Elitserien | 1   | 0                | 0                | 0                | 0                |                  |   |                      |                      |                      |                      |                      |
| 1979-1980  | IF Björklöven           | Elitserien | 8   | 0                | 0                | 0                | 4                |                  |   |                      |                      |                      |                      |                      |
| 1980-1981  | IF Björklöven           | Elitserien | 29  | 7                | 2                | 9                | 8                |                  |   |                      |                      |                      |                      |                      |
| 1981-1982  | IF Björklöven           | Elitserien | 35  | 10               | 14               | 24               | 18               | 7                | 2 | 1                    | 3                    | 0                    |                      |                      |
| 1982-1983  | IF Björklöven           | Elitserien | 33  | 14               | 11               | 25               | 26               | 3                | 2 | 0                    | 2                    | 4                    |                      |                      |
| 1983-1984  | Rangers de New York     | LNH        | 77  | 22               | 22               | 44               | 24               | 5                | 1 | 3                    | 4                    | 0                    |                      |                      |
| 1984-1985  | Rangers de New York     | LNH        | 76  | 18               | 25               | 43               | 34               | 3                | 0 | 0                    | 0                    | 0                    |                      |                      |
| 1985-1986  | Rangers de New York     | LNH        | 53  | 8                | 15               | 23               | 12               | 1                | 0 | 0                    | 0                    | 2                    |                      |                      |
| 1985-1986  | Nighthawks de New Haven | LAH        | 8   | 3                | 6                | 9                | 4                |                  |   |                      |                      |                      |                      |                      |
| 1986-1987  | IF Björklöven           | Elitserien | 36  | 22               | 16               | 38               | 44               | 6                | 2 | 5                    | 7                    | 8                    |                      |                      |
| 1987-1988  | Capitals de Washington  | LNH        | 76  | 8                | 17               | 25               | 34               | 14               | 2 | 0                    | 2                    | 6                    |                      |                      |
| 1988-1989  | Capitals de Washington  | LNH        | 35  | 4                | 2                | 6                | 12               |                  |   |                      |                      |                      |                      |                      |
| 1989-1990  | Devils du New Jersey    | LNH        | 21  | 1                | 2                | 3                | 4                |                  |   |                      |                      |                      |                      |                      |
| 1989-1990  | Devils d'Utica          | LAH        | 31  | 11               | 18               | 29               | 6                | 5                | 4 | 1                    | 5                    | 0                    |                      |                      |
| 1990-1991  | Malmö Redhawks          | Elitserien | 40  | 12               | 19               | 31               | 50               | 2                | 1 | 0                    | 1                    | 4                    |                      |                      |
| 1991-1992  | Malmö Redhawks          | Elitserien | 40  | 10               | 17               | 27               | 36               | 10               | 5 | 6                    | 11                   | 2                    |                      |                      |
| 1992-1993  | Malmö Redhawks          | Elitserien | 40  | 11               | 15               | 26               | 36               | 6                | 1 | 0                    | 1                    | 18                   |                      |                      |
| 1993-1994  | Malmö Redhawks          | Elitserien | 40  | 4                | 14               | 18               | 28               | 11               | 5 | 2                    | 7                    | 8                    |                      |                      |
| 1994-1995  | Malmö Redhawks          | Elitserien | 40  | 9                | 13               | 22               | 30               | 9                | 1 | 4                    | 5                    | 2                    |                      |                      |
| Totaux LNH | Totaux LNH              | Totaux LNH | 338 | 61               | 83               | 144              | 120              | 23               | 3 | 3                    | 6                    | 8                    |                      |                      |

### En équipe nationale
| Année | Compétition                 |    | PJ | B | A | Pts | Pun | +/-                    |  | Résultat |
| 1981  | Championnat du monde junior | 5  | 2  | 2 | 4 | 4   |     | Médaille d'or          |  |          |
| 1982  | Championnat du monde        | 8  | 3  | 1 | 4 | 2   |     | Quatrième place        |  |          |
| 1983  | Championnat du monde        | 10 | 3  | 3 | 6 | 2   |     | Quatrième place        |  |          |
| 1984  | Coupe Canada                | 8  | 2  | 2 | 4 | 8   |     | Médaille d'argent      |  |          |
| 1987  | Championnat du monde        | 10 | 1  | 1 | 2 | 6   |     | Médaille d'or          |  |          |
| 1987  | Coupe Canada                | 6  | 1  | 0 | 1 | 2   |     | Défaite en demi-finale |  |          |